# Norops sulcifrons
Norops sulcifrons är en ödleart som beskrevs av  Cope 1899. Norops sulcifrons ingår i släktet Norops och familjen Polychrotidae. Inga underarter finns listade i Catalogue of Life.